# フィールドホッケー

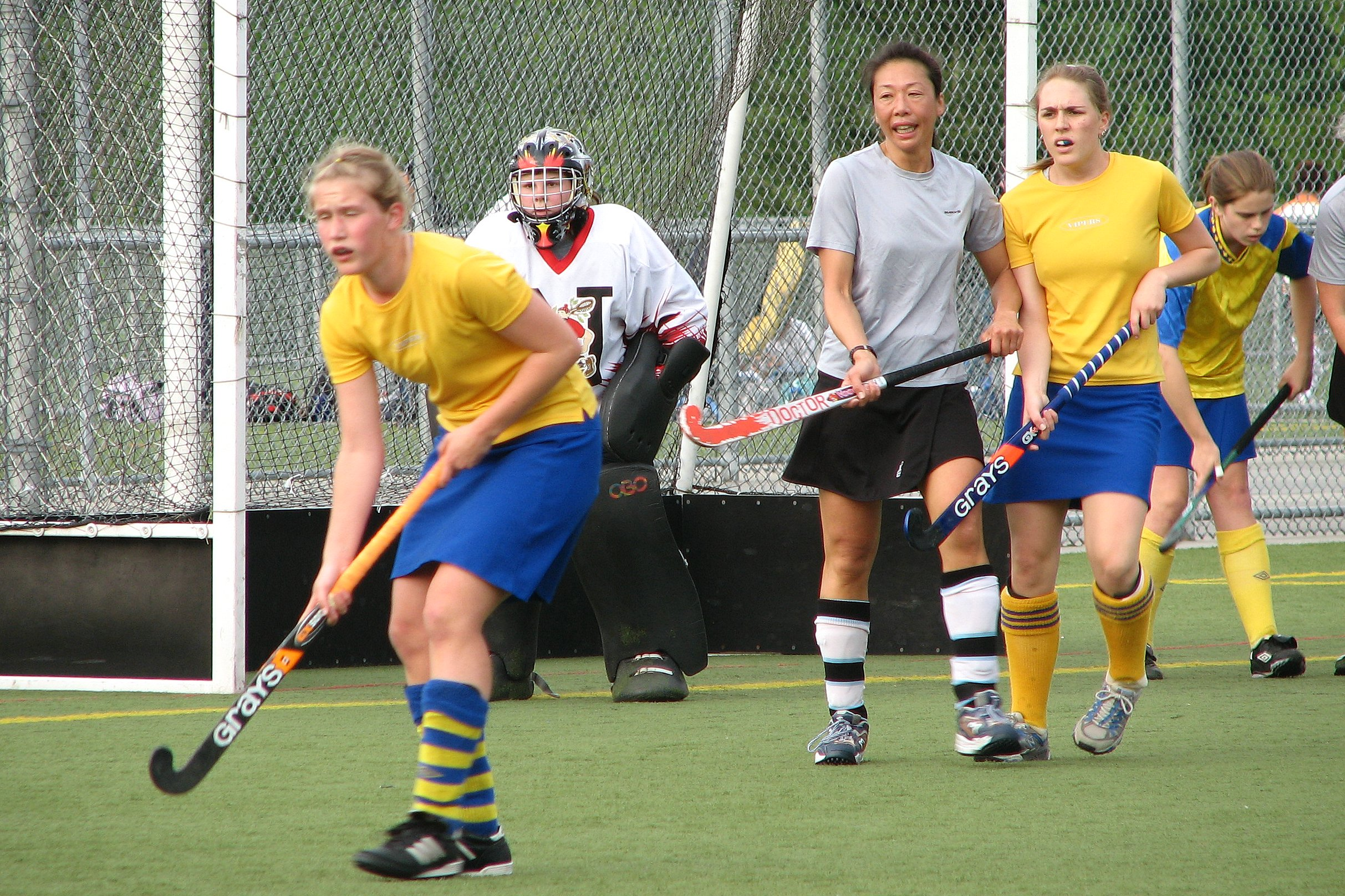
女子ホッケーの試合風景

フィールドホッケー（英:Field hockey）は、スティックと硬球を使い2チームが相手ゴールに向けて互いにそのボールを打ち込もうと競い合うスポーツ。また、小中学生を中心に6人制ホッケーも広まっている。

## 概要
先端の曲がったスティックと硬球を使い、競技フィールドで11人ずつの2チームが相手のゴールに向けて互いにそのボールを打ち込もうと競い合うゲーム。
- 参考　ホッケー各大会記録集

### オリンピック
男子競技と女子競技が行われており、男子は1908年ロンドンオリンピックから、女子は1980年モスクワオリンピックからオリンピックの正式競技となった。
ホッケー男子日本代表は1932年ロサンゼルスオリンピックで銀メダル。戦後では1960年ローマオリンピックに初めて出場した。
2004年アテネオリンピックで、ホッケー女子日本代表がオリンピック初出場を果たした。

## 歴史

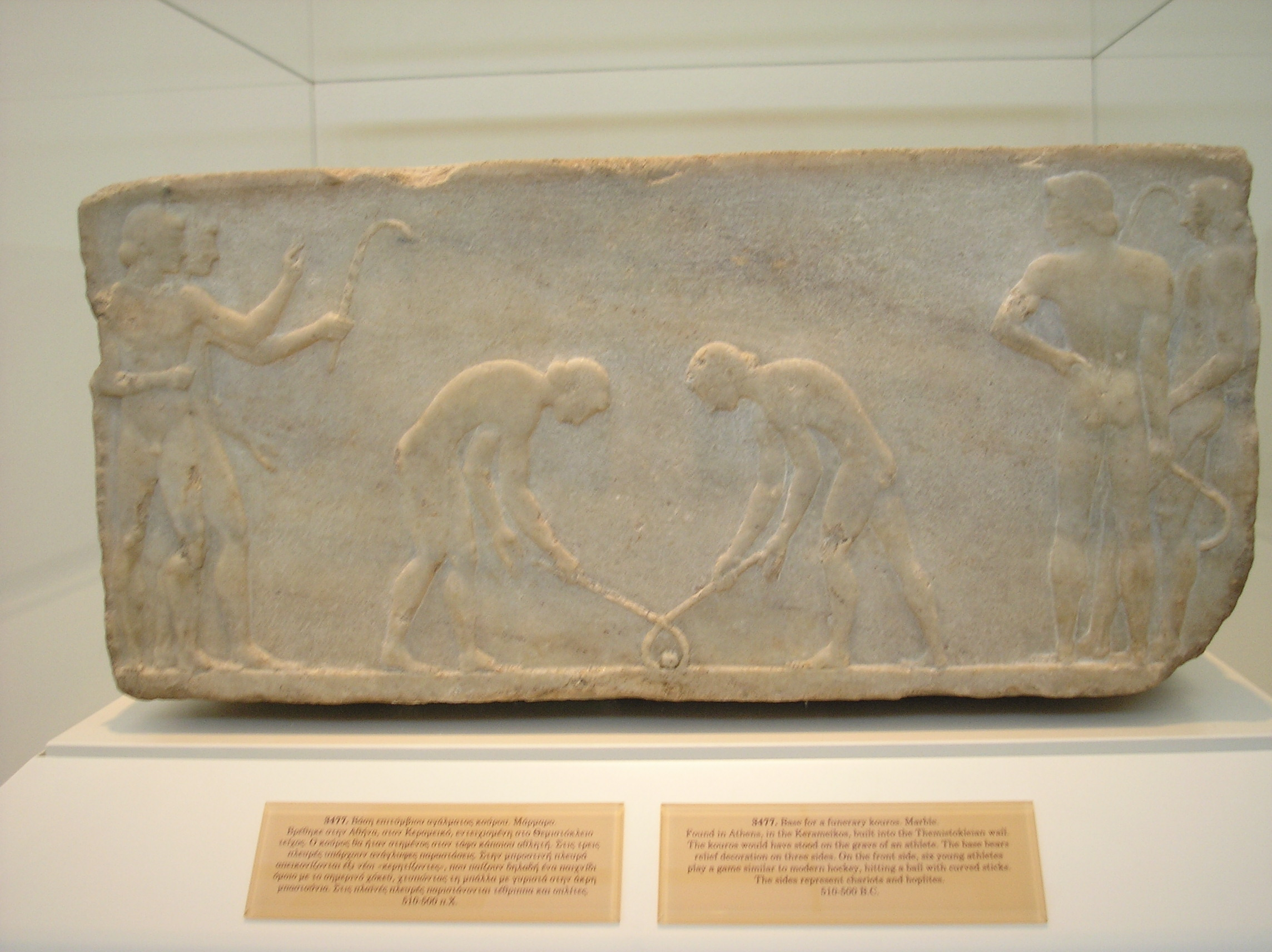
古代エジプトの壁画に描かれたホッケー

ホッケーの起源は、古代エジプト（紀元前2000年）にあると言われている。ナイル川流域で発見された壁画に、ホッケーをする人々の絵が描かれている。
近代ホッケーの起源は、他の多くのスポーツと同様にイギリスにある。19世紀ごろ、オフシーズンのクリケット選手たちが、試合のできない冬に始めたのが起源と言われている。イギリスにて「ホッケー協会」が組織され、ルール制定されたのが1887年である。そして、1908年にオリンピック競技に認定された。
日本への伝来は、1906年にアイルランドの牧師であるT･グレーが慶應義塾大学に伝えたことによる。1937年に日本ホッケー協会が組織され、同年より全日本ホッケー選手権大会が始まった。

## ルール

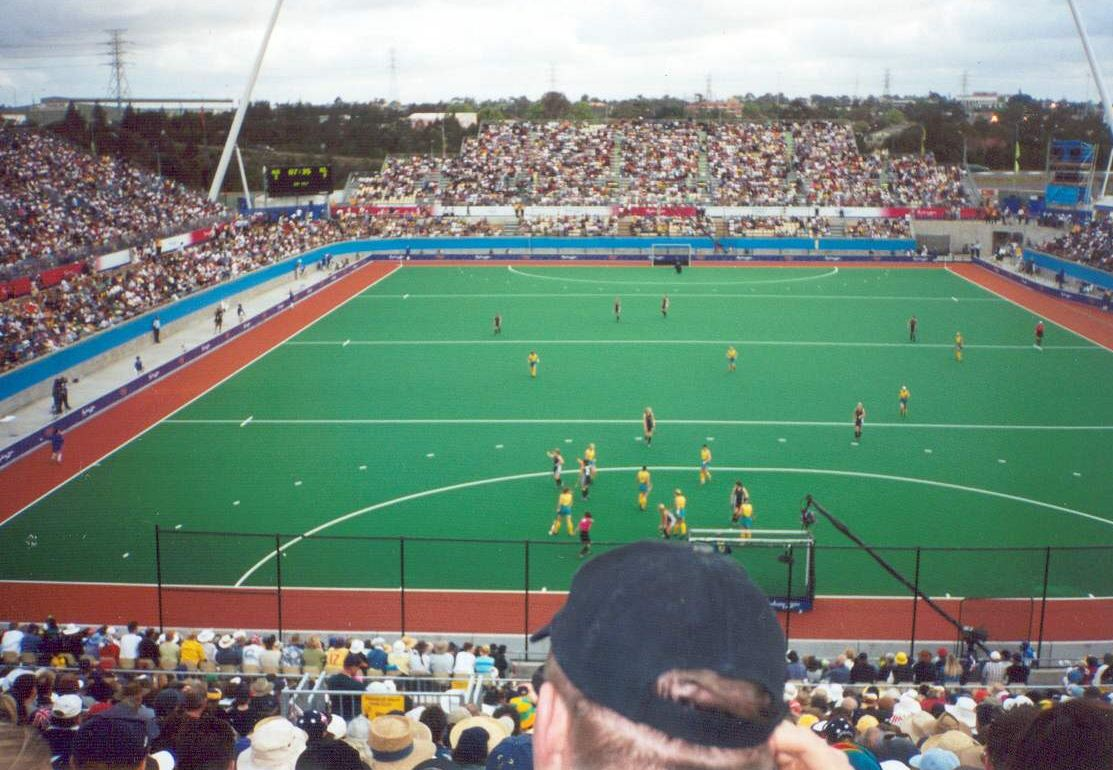
2000年シドニーオリンピックのホッケー競技にて

ホッケー場について

競技フィールド
競技フィールドの寸法は縦100ヤード（91.44m）×横60ヤード（54.86m）の長方形のサイズとなっており、半径16ヤード（14.63m）の付近にゴールを狙うためのシューティングサークルがあり、さらにその5ヤード外側には「5ヤードライン」、ゴール中央からみて7ヤード前の付近にはサッカーのペナルティキックに相当するペナルティーショットを打つためのショットスポットがある。
競技フィールドの表面は人工芝であることが多く、オリンピックやワールドカップなどの国際大会は全て人工芝の競技フィールドで行われる。以前は天然芝の球技場で行われていたが、1976年モントリオールオリンピックにおいて天然芝の球技場が調達できず人工芝の球技場で行った結果、天然芝よりも球速が早く、よりスピード感のある試合が展開された。天然芝を志向する球技が多い中、フィールドホッケーは反対に人工芝を志向するようになり、全ての国際試合で人工芝が採用されるようになった。
人工芝の競技フィールドの色は、それまでの緑色に代わって青色を採用した2012年ロンドンオリンピック以降、青色が定着しつつある。他の球技（アメリカンフットボール・ラグビー・サッカー等）と兼用の球技場では緑色だが、フィールドホッケー専用の球技場では青色の採用が増加している。
試合開始前には必ず芝生の種類を問わず水を散水する作業を行い、フィールドをウォーターベースにしたうえで試合を行う
試合時間
4Q 各15分
休憩 1・3Q終了後2分間 2Q終了後10分間
勝敗
時間内で得点を多く決めたチームが勝者となる。同点の場合は延長戦を行い、得点が入った時点で試合が終了するゴールデンゴール方式がとられる。それでも同点の場合は、SO（シュートアウト）戦により5名ずつで争われる。
選手
出場登録選手 1チーム18名（国際ルールでは16名、国内の大会では別規定で行われる場合もある）。 フィールドに立てるのは11名。10名のフィールドプレーヤーと、1名のゴールキーパーにより構成される。ただしゴールキーパーを置かずにフィールドプレーヤー11名で戦うこともできる。選手交代は試合中何度でもでき、一度退いた選手がもう一度プレーすることも可能。ゴールキーパー以外は、手足でボールに触ることができず、スティックの片面のみでボールをコントロールする。

### 用具
スティック
形状：先端が湾曲した棒状で、平らな面と丸い面がある。平らな面でしかボールを扱うことはできないので、ドリブルを行うときは、スティックを回しながら扱う。
材質：金属または金属を含む材質以外で、もともとは木製しかなかったが、最近は繊維強化プラスチック （FRP）などの合成繊維を樹脂で固めた素材で反発力を増したスティックが主流である。
反り：フィールドホッケーのスティックは真直線ではなく弓状に反っている。反っているを上にして平らな地面に置いたときに下にできる隙間が25mm以内と定められている。一般的に反りが小さいスティックの方がトラップやヒットなど基本的な技術に適し、逆に反りが大きいスティックの方がドリブルの切り返しや、スクープ・フリック・ピックアップなどのボールを浮かす特別な技術に適していると言われている。
重量と寸法：重量が737gを超える、または内径が51mmのリングを通過しないスティックは、公式戦での使用が認められない。
ボール
重量156～163g、周径224～235mm。野球の硬球とほぼ同じ重さ・大きさで、表面はなめらかでなければならないが、縫い目やディンプル・ボールのくぼみは認められる。表面を硬化プラスティックで覆い、ゴルフボールのようにディンプルをつけたものが主流。色は白色または合意に基づく色。シュート時のボールスピードは、トッププレイヤーともなると150～200km/h近くにもなる。

### 主な反則
ハイスティック
肩より上にスティックを持ち上げること。特にスクープ使用時のトラップ、または高く浮いたサークル内に対するパスに対する周囲に守備選手の居ないダイレクトシュートに対する反則。
2015年度より廃止された。
キック
ゴールキーパー以外のプレイヤーが、体を故意にボールに触れさせること。足に限らない。
バックスティック
スティックの裏でボールに触れること。
オブストラクション
相手のボールキーププレーするのを妨げること。
インターフェア
相手のスティックを激しく叩く事。

### 備考
- 過去にはサッカーと同様なオフサイドルールがあったが、現在は廃止されている。
- シュートはゴール前に描かれたサークルと呼ばれる区域の中から打たないと、入っても得点と認められない。従って、ロングシュートというものは認められていない。
- ホッケー特有のセットプレーにペナルティーコーナー（PC）がある。守備側の選手が自陣サークル内で反則をしたとき、あるいは22.9メートルライン以内で故意の反則をしたときに、攻撃側に与えられる。攻撃側は自由に人数を割けるのに対し守備側はゴールキーパー含めて5人で守らねばならず、攻撃側にとっては大きなチャンスとなるプレーである。PCをどれだけたくさん奪えるか、また奪ったPCをどれだけの確率でゴールに結び付けられるかがホッケーの攻撃においては一つの鍵となる。
- ハイスティックの反則が、2015年度に廃止された。

## 技術

### ドリブル

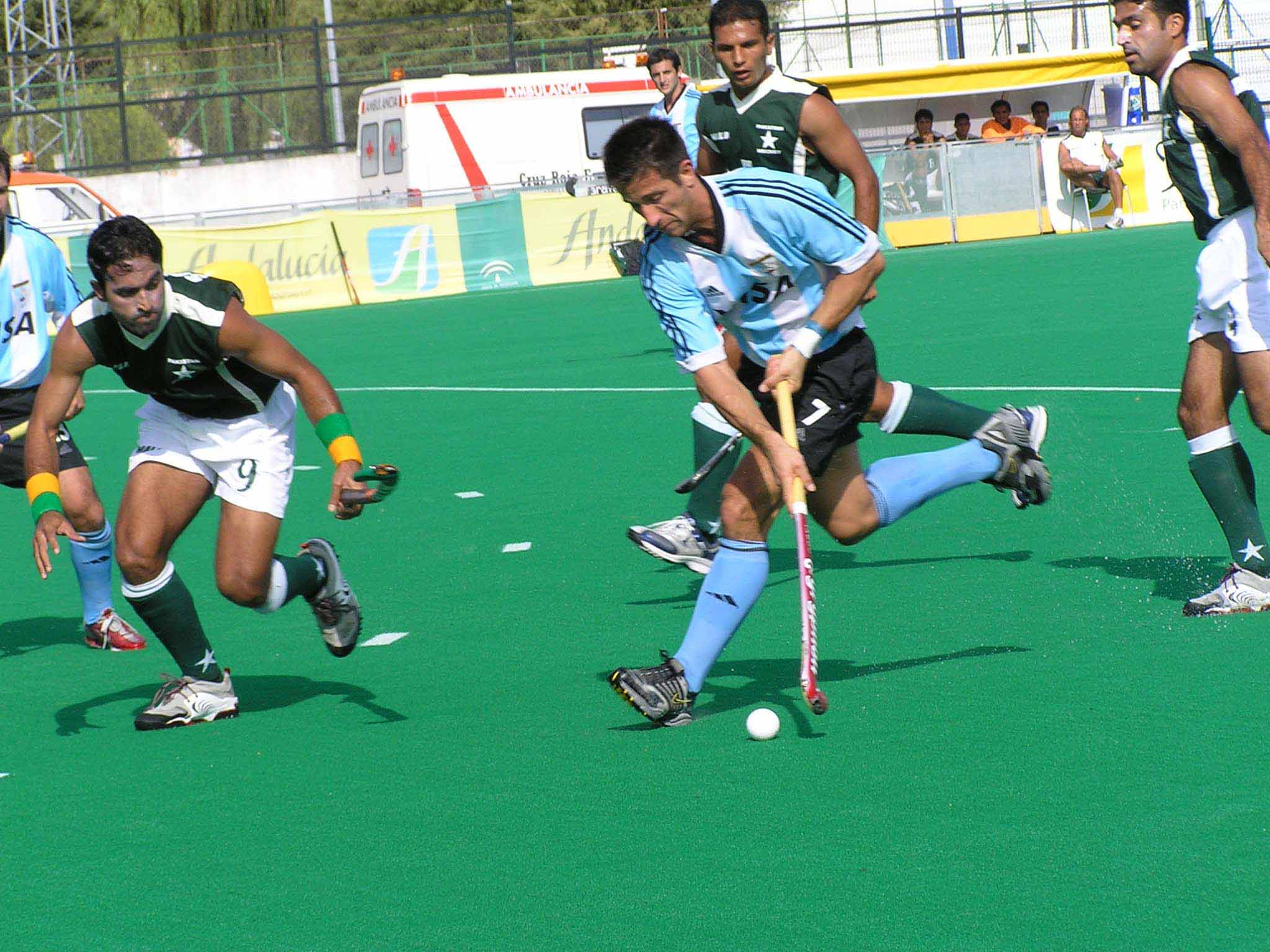
ドリブル

自分でボールを保持したまま前に進む技術。相手をドリブルで抜き去れば数的有利を作れ、一気に味方のチャンスになる。しかしスティックの片面でしかボールを扱えないので、正確なドリブルをするには高度な技術が要求される。
ホッケーはサッカーなどに比べてファールが多いスポーツである。その特徴を生かして、ドリブルの際も相手を抜きにかかるのではなく、意図的にファールを取りに行くことも多い（ボールを相手の足に当ててキックの反則を取るなど）。相手のファールをもらうのは相手を抜き去ることよりも簡単に出来るので、相手をドリブルで抜くのが厳しいと思ったら堅実にファールをとって味方ボールをキープするようなプレーも求められる。
- フォアドリブル

ボールをスティックに付けたまま体の右側で保持し、前に進むドリブル。最も基本的でスピードを出しやすい。複雑なボールコントロールを伴わないのでミスが少なく、手元に集中しなくてもよいので周りを見ながらドリブルできる。
- インディアンドリブル（インディッシュドリブル）

ボールを体の左右交互に動かしながら進むドリブル。フェイントをかけたり、相手ディフェンスをかわすときに使う。フォアドリブルに比べスピードは出にくい。習得するにはある程度技術が必要。
- 右抜き・左抜き

体の左側から右側にボールを大きく動かし、相手の右側（自分から見て）を抜き去ることを右抜きという。左抜きはその反対。ボールをできるだけ正確に、幅広く、速く動かすのがコツ。相手をかわしたらすぐに前に出るスピードも重要。抜く前に、視線やスティックの動きでフェイントをかけると成功しやすい。
- ピックアップ

相手がタックルやブロック（地面にスティックを下ろしてボールを奪うディフェンス）をしかけてきたときに、ボールを浮かして相手のスティックの上をかわし、相手を抜き去る技術。相手の足に向けてピックアップし、キックの反則を狙うこともできる。スティックを地面とボールの間に差し込むようにしてボールを浮かす。浮かしすぎるとデンジャラスプレーの反則を取られる。
- チョップ

ピックアップと同じような目的で用いるが、チョップの場合はスティックでボールを斜め上から叩きつけ、その反作用を利用して浮かす。人工芝で有効な技術。
- ターニング（ターン）

ドリブル中に体を反転させ、ドリブル進行方向から後ろに切り返す技術。そのまま前にドリブルで進むのは難しいと判断したときに使う。ターンしたあとは後ろに向き直ってバックパスや横パスを出すことが多い。
- ガード

自分のスティックで、ボールを奪いに来る相手のスティックをブロックすること。ボールがとまった状態でガードをするとボールを保持している側がオブストラクションの反則を取られるが、ボールを前に動かしながらのガードは黙認されている（オブストラクションを厳格に解釈するとドリブル側の反則になると思われるが）。ドリブルでボールをキープするために重要な技術の一つ。

### レシーブ (トラップ)
自分のところへ転がってきたボールをスティックで止めること。弾んで来たボールはスティックを立てると止めやすい。

### ストローク
スティックでボールを打ったり押したりして転がすこと。パス、シュート、クリアのために使われる。
- ヒット

ゴルフのように両手をくっつけてスティックを握り、ボールを打つ打ち方。最も強いボールを出せる。モーションも比較的小さく、短い時間で打てる。ただし安定してミートさせるにはある一定の技術が必要であり、初心者はもちろん中級者でもしばしば空振りしたり、ダフったりしてしまうことがある。コントロールも比較的つけにくく、ボールが浮いてデンジャラスプレーの反則を取られることも多い。とにかく強いボールを打てるので、ロングパスやセンタリング、クリア、距離のあるシュートなどに使う。サッカーで言うインステップキックに近い使われ方である。
- スイープ

スティックを握った手を地面すれすれまで下げてスティックを地面と平行にし、地面を掃くようにしてボールを打つ打ち方。比較的強いボールを出せ、コントロールもつけやすく、ミスも少ない。ただしモーションが大きいため相手が近くにいるときには使い辛い。ディフェンスラインでのボール回し（展開）や、ディフェンダーから前線へのロングパスなどに適している。
- プッシュ

両手を離してスティックを握り、スティックヘッドをボールに付けたままボールを押すようにして出す打ち方。モーションが小さく、正確なボールを出せる。しかしヒットやスイープに比べてボールのスピードは出ない。ボールを少し浮かして相手のスティックの上を通すこともある。ショートパスや、短い距離からのシュートなどに用いる。サッカーで言うインサイドキックに近い使われ方である。
- スクープ

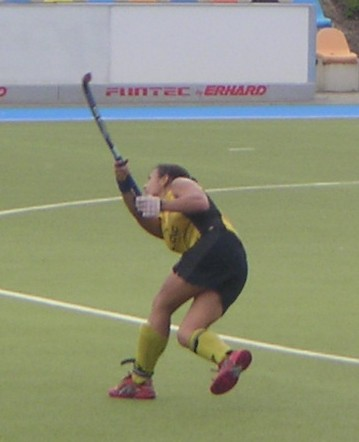
スクープ

ボールをすくい上げて、相手プレーヤーの頭上の空中へとボールを飛ばす打ち方。ホッケーにはデンジャラスプレーの反則があるので、膝より上にボールを浮かすことは基本的に反則になるが、その例外の一つがこのスクープである。スクープは相手の頭上へとボールを飛ばすため、相手のプレーヤーはそのボールが落下してくるまでは絶対カットできない（頭上のボールをスティックで止めるのはハイスティックの反則）。従って、自陣から敵陣へと確実にボールを前へ運びたいときに非常に有効な技術である。ビハインドフリーヒットや自陣低い位置でのラインセットのときに特によく使われる。
スクープはボールの上がり方が不十分だったり、相手プレーヤーが近くにいるときに使うとデンジャラスプレーの反則を取られる。またスクープでボールを飛ばしても、ボールの飛距離が不十分だと陣地を稼げず意味をなさない。そのため実戦で使うには、安定して30～40ヤード以上飛ばす技術が必要である。
- フリック

専らペナルティーコーナー時のシュートとして使う打ち方で、ボールを地面で引きずった後浮かして飛ばす。プッシュの発展版といえる。ペナルティーコーナーでは、ヒットシュートを浮かすと反則になる。一方でフリックシュートは浮かしてもよいので、ゴール上部を直接狙うことが出来る。フリックはヒットに比べてスピードは出にくいが、狙えるゴールの面積が広いのでペナルティーコーナーのときに重宝する。優秀なフリッカーがいるかどうかでチームのＰＣの決定率、ひいては得点力が大きく左右されるので、サッカーにおける優秀なフリーキッカーと同じく、貴重な存在となる。
- リバースヒット（ローリバースヒット）

ホッケーでは普通体の右側にあるボールを打つが、このリバースヒットは体の左側のボールを打つ特殊な打ち方である。スティックを地面にと平行に寝かし、エッジを使って打つ。完全にマスターすると非常に強いボールを打てる。体の左側にあるボールを右側に持ちかえずにそのままシュート、クリアできる。レフトサイドのポジションは左側でボールを操作する場合が必然的に多くなるため、レフトサイドのポジション、特にレフトウイングには必須技術ともいえる。また、6人制ホッケーでは当初は安全面を理由にリバースヒットは禁止されていたが、現在は認められている。
- タッチ

相手ゴール前で、味方からのセンタリングパスや味方の打ったシュートにスティックで触り、ボールのコースを変えてゴールを狙うこと。ホッケーではサークル外からのシュートは得点にならないが、サークル外で打ったシュートをサークル内で他の選手がタッチしてゴールに入れれば得点になる。

### ディフェンス
ホッケーにおいては、ディフェンスの際もスティックの表側（平らな面）しか使うことが出来ない。スティックの裏側でボールに触ればバックスティック、体でボールをとめればキック、体で相手の動きを妨害したらオブストラクションと、様々なファールをとられる。従ってディフェンスの際はスティックの表側という限られた面積を出来るだけ有効に使うことが必要となる。具体的には、ホッケーのボールは基本的には地面を転がっているので、ディフェンスでは出来るだけスティックを地面に平行になるまで下ろし、ボールに対してアプローチできるスティックの面積を増やすことが重要である。スティックを地面に下ろすためには腰を低くしなければならない。同時に相手の切り替えしやスピードに対応できるようなフットワークも必要になる。
- タックル

スティックを地面に下ろし、相手の保持するボールに対して振って奪うこと。
- ブロック（ブロッキング）

ボールを保持している相手の進む先に予めスティックを地面に下ろしておき、ボールを止めるディフェンス。
- ジャブ（ジョブ）

片手で持ったスティックの先端で相手の保持するボールを突くこと。ボールを奪うことももちろんだが、たとえ奪えなくともジャブを突くことで相手にプレッシャーをかけ、ミスを誘発することができるので、相手をチェックする場合にジャブが利用される。また相手の視野を狭くさせて、複数のディフェンダーで囲みやすくする。ジャブを出した後は隙が大きいので、すぐにスティックを引き戻して元の体勢に戻ることが重要。

## ポジション
ホッケーではスティックの片面しか使えず、また左利き用スティックというものが存在しないために、全ての選手にとって自分の体の右側でボールを扱う方が左側で扱うより簡単である。従ってホッケーでは右サイドからの方が攻めやすく、左サイドからの方が攻めにくい（逆に右サイドの方が守りやすく左サイドの方が守りにくい）。この性質上、右サイドのポジションの方が攻撃における役割が大きく、左サイドのポジションの方が守備における役割が大きい。
以下で最もポピュラーな3-3-3-1システムにおける各ポジションの役割を説明する。

### フォーメーション
- 3－3－3－1システム

人工芝でプレーされるようになった現在、最も多く用いられるスタイル。
```
LW CF RW
LI CH RI
LH ST RH
   SW
   GK
```

### フォワード（FW）
攻撃面での役割は、シュートを撃つ、PCを獲得する、ラストパスを出して得点シーンに絡むことである。守備面での役割は、前線でプレスをかけることで相手の攻撃を遅らせ、パスコースを限定し、ミスを誘うことである。ホッケーにおいてFWは絶えずポジションチェンジを繰り返すことが多く、一人の選手の役割は試合の時間帯に応じて変化する。
- ライトウィング（RW）
チームで最も右前に位置取る、攻撃の急先鋒。右サイドの高い位置でパスを受けてドリブルで右サイドをえぐり、PCを獲得したり、センタリングを上げるのが仕事。チャンスがあれば切り返してのリバースシュートも狙う。守備面での役割は相手のLHをマークすることだが、チーム11人の中で最も守備を要求されないポジションと言える。
- センターフォワード（CF）
相手のゴール真ん前に位置取り、センタリングをゴールに押し込む。サークル付近でのRW、LWとの細かい2人パスなど、確実性、そして素早く機敏な動きが求められる。また中盤まで下りてポストプレーもする。守備では相手のST・SWをマークすること。
- レフトウィング（LW）
右サイドから流れてきたセンタリングをゴール前で確実に押し込むことが要求される。左サイドでボールをもらったらサークルに入ってPCを取ったり、中に切り返してシュートを狙う。しかし、LWはポジション上右側でシュートを打つのは難しい。このため、リバースヒットを使用することになるため、その習得がLWには求められている。守備では相手のRHのマークであるが、RHはチームの攻撃の起点であるので、相手のRHを自由にさせないということはチームの守備において非常に重要である。従ってLWはFWの3人の中で最も守備を要求されるポジションといえる。

### ミッドフィルダー（MF）
攻撃面での役割は、パスを捌いて攻撃を組み立て、ときに自らサークル内に入ってシュートを撃ち得点を狙うことである。守備面での役割は、中盤のスペースを見てパスカットを狙いつつ、相手のMFのマークについて自由に攻撃させないことである。
- ライトインサイド（RI）
味方から右サイドでパスを受けたあと、FWにボールを繋ぐのが仕事。自分でドリブルで進んで距離を稼ぐプレーも求められる。右攻めの中心でありチームの攻撃の要。俗にエースポジションと呼ばれる。右攻めがどれだけスムーズに運ぶかはRI次第と言っても過言ではない。守備面では相手のLIをマークすることである。
- センターハーフ（CH）
攻守の要である。攻撃面では、味方のDFから受けたボールを確実にRHやRIに受け渡すことが要求される。守備面では、相手のCHをマークするだけでなく、中盤のセンターと言う最も危険なスペースを埋め、相手の中央突破やロングパスをケアする。CHが確実にボールを捌くのはチームの攻撃にとって不可欠なプレーであり、逆にCHがボールを奪われると一気にピンチになる。キープ力、トラップ力、視野の広さ、素早いモーションでの正確なパスなど様々な技術が要求されるポジションで、チーム1、2の実力者を配置することが多い。
- レフトインサイド（LI）
相手のエースRIをマークすることが最大の仕事。LIが相手のRIを直接押さえ込むことはもちろん、味方のLWやLHと連携した左守りの中心と言える。攻撃面では自陣左サイドのボールをCHやFBに渡して右サイドへ繋ぐ役割や、ゴール前に飛び込んで右サイドからのこぼれ球を押し込むことが要求される。時に左サイドからの強引なドリブル突破やセンタリングを出すこともある。

### ディフェンダー（DF）
攻撃面では、アウトレットの基点になって攻撃を組み立てる役割を担う。守備面での役割は、相手のFWをマンツーマンでマークして仕事をさせないことである。
- ライトハーフ（RH）
DFではあるが攻撃面での役割が非常に大きいポジション。ホッケーは右サイドからの攻撃が中心であり、その右攻めの起点となるのがRHである。味方のFBやCHから右ライン沿いでボールを受けた後、RIやRWと連携しながらボールを前へと運んでいく。RHのところでボールが止まると攻撃にならない。長短の正確なストロークや確実なキープ、その場その場における最善のプレーを選択する判断力などが特に要求される。このように攻撃面での役割が大きいポジションではあるが、DFであるので当然守備面でも多くを要求され、相手のLWを確実にマークしなければならない。RHは攻守に渡って多くの仕事を要求されるポジションであり、試合中は右サイドを何度となく上がり下がりしなければならず、最も体力を必要とするポジションの一つである。
- ストッパー（ST）
二人のフルバック（FB）のうちCFのマークに付く方である。一番の仕事は相手のCFにマンツーマンで付いて仕事をさせないことである。一対一の守備力もさることながら、パスコースを読んで相手CFへのパスをカットすることも重要である。攻撃面では、SWと共にアウトレット（自陣低くにあるボールを相手のDFを掻い潜りながら敵陣に運ぶこと）の起点になるため、スイープやヒットを強く正確に打てる能力が要求される。
- レフトハーフ（LH）
守備面では相手のRWのマークが仕事であるが、多くのチームは右サイド（つまり守備側にとっては左サイド）から攻撃してくるため守りの負担は大きい。LIと協力して相手の右攻めを食い止める役割を担う。STと同じく、一対一の粘り強いディフェンスやパスカットが求められる。大抵のチームは右から攻めることが多いために、自チームの攻撃にはあまり関与しない。攻撃面の仕事としては右サイドが混んでいたときに次善の策として左に回ってきたボールをシンプルに捌く程度である。まれに味方の右奥でのセットプレーのときに相手ゴール前まで上がってタッチシュートを狙うこともある。

- スイーパー（SW）
ホッケーの守備の大前提として、マンツーマンマーク（例えばLHは相手RWを、LWは相手RHをそれぞれマークする）があるが、その唯一の例外がこのSWである。FBの二人の内の一人であるSWはマークを持たず、守備の局面において常に人数的に余った存在である。つまり味方のマンツーマンのマークがしっかり機能している限り、ディフェンス側はSWの分だけ常に一人分数的有利になっていることになる。マークを持たないためボールに集中して守ることができるので、相手のセットプレーのときはボールと味方ゴールとを結ぶ直線上に立ち最も危険なコースをふさぐ。相手がドリブルを仕掛けてきたときは、マーカーと協力して二人でボールを奪う。また味方が突破されてフリーになっている相手には自分がマークにつく。ディフェンス全般に関する指示出しも行う。攻撃面での仕事はSTと同じ。
- ライトバック（RB）
二人のFB（ST・SW）の内、右サイドに位置する方である。ST・SWは守備時における役割に注目した呼称（マークを持つか否か）であるのに対し、RB・LBは攻撃時における役割に注目した呼称（右側に位置するか左側に位置するか）である。
- レフトバック（LB）
二人のFBの内、左サイドに位置する方である。

### ゴールキーパー（GK）
- ゴールキーパー（GK）

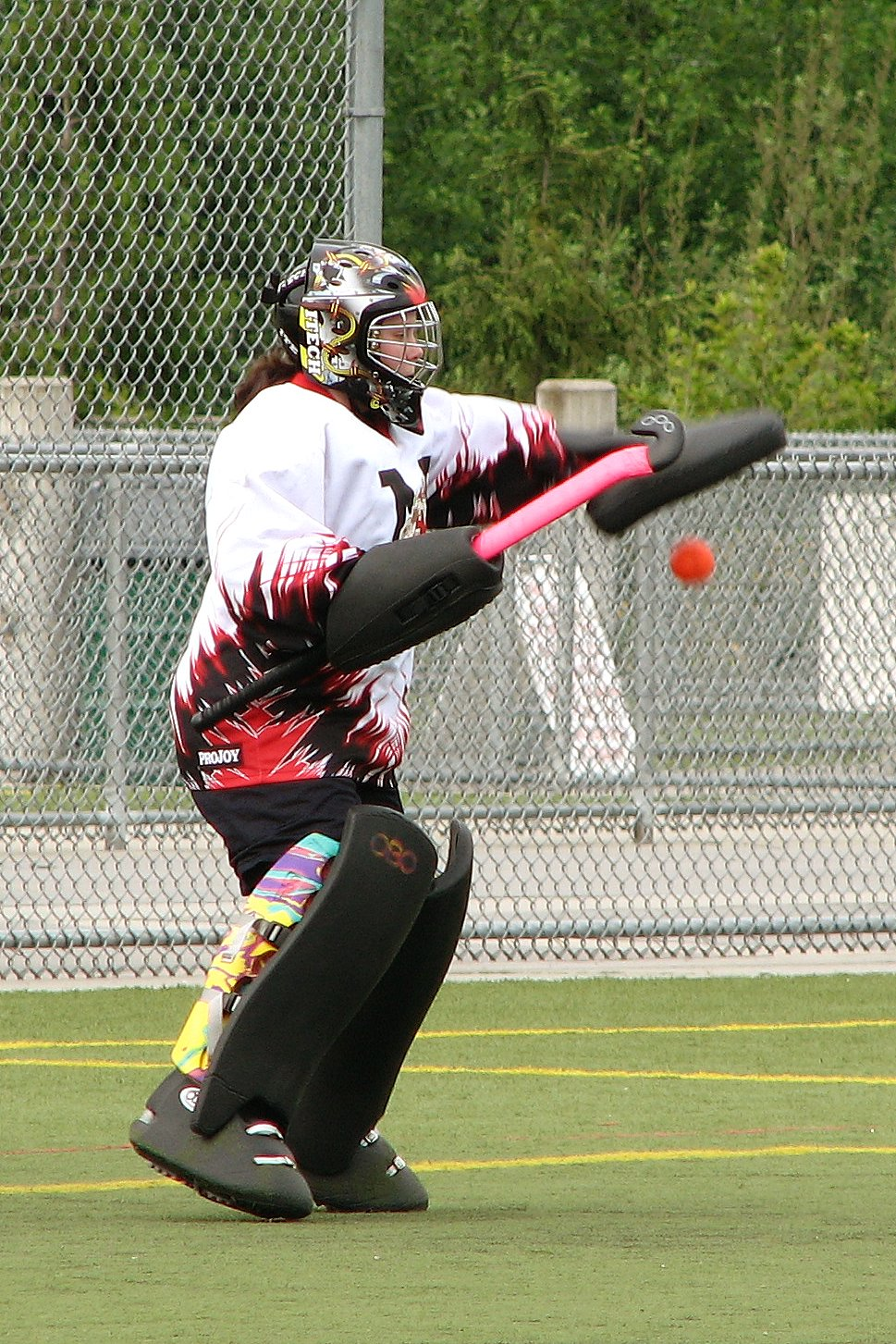
ゴールキーパー

ゴールマウスを守る最後の砦。ゴールキーパーはサークル内であれば全身を使ってボールに触れることが許されている。そのため全身に防具を付け、低いシュートに対しては足、高いシュートに対しては手とスティックで対応する。ホッケーのシュートは時速160kmを超すこともあり、高い反応速度が求められる。シュートを弾き返し失点を防ぐことが最大の役割であるが、最後尾に位置する性質上、味方守備陣への指示を出すことも非常に重要である。